# Louis Holzweissig
Louis Holzweissig, auch Holzweißig, (* 16. Juni 1840 in Kölsa, Kreis Delitzsch; † 27. September 1916 vermutlich in Eilenburg) war ein deutscher Unternehmer in der Textilindustrie, der für seine Verdienste mit dem Ehrentitel Kommerzienrat und der Ehrenbürgerwürde der Stadt Eilenburg ausgezeichnet wurde.

## Leben
Holzweissig stammte aus Kölsa bei Wiedemar und absolvierte eine Ausbildung zum Kaufmann. Gemeinsam mit dem Koloristen Karl August Lange gründete er am 2. Januar 1867 ein Fabrications-Geschäft in Piqué und ähnlichen Weißwaaren in Eilenburg. Standort war der Jacobsplatz in der ehemaligen Vorstadt Hinterstadt im Norden von Eilenburg. Die Stadt hatte sich seit Beginn des 19. Jahrhunderts zu einem bedeutenden Textilproduktionsstandort in Preußen entwickelt, die neue Firma war der nunmehr fünfte Textilbetrieb in der Stadt. Beide Geschäftsleute waren zunächst gleichberechtigte Gesellschafter, jedoch muss Lange bereits frühzeitig wieder ausgestiegen sein, denn 1873 wird Holzweissig als Alleininhaber genannt. Holzweissigs Unternehmen entwickelte sich gut. Er betrieb auf dem ausgedehnten Fabrikgelände eine Mechanische Weberei, Bleiche und Appretur-Anstalt und führte auch Lohn-Veredelung von Textilien durch. Innerhalb kurzer Zeit wuchs die Belegschaft auf über 200 Arbeiter an. Darüber hinaus unterhielt er ein Zweigwerk in Hirschfelde bei Zittau. Er starb 1916 und wurde auf dem Stadtfriedhof Eilenburg im Familiengrab beigesetzt, sein Sohn Max (* 2. März 1870; † 20. April 1937) übernahm den väterlichen Betrieb. Das Unternehmen überlebte die Weltwirtschaftskrise nicht und wurde 1931 zwangsversteigert.
Neben seiner unternehmerischen Tätigkeit war Louis Holzweissig kommunalpolitisch aktiv. Um 1890 wurde er Mitglied der Stadtverordnetenversammlung von Eilenburg und im Laufe des Jahrzehnts deren Vorsteher. In seiner Eigenschaft als Stadtrat war er Mitglied in den Commissionen für Finanzen, Bau sowie die Errichtung der Pfarrhäuser (1898), in den Curatorien der städtischen Sparkasse und des Realprogymnasiums sowie in der Deputation für Aichamt und Beleuchtungswesen und der Schul-Deputation. Darüber hinaus war er im Vorstand des Vereins für Volkswohl und Mitglied des Gemeinde-Kirchenraths St. Nicolai. 1903 wurde er Mitglied der Deutschen Orient-Gesellschaft. Ab 1905 bis mindestens 1911 war Holzweissig zugeordneter (stellvertretender) Meister vom Stuhl der Eilenburger Freimaurerloge Zur Eule auf der Warte. Er spendete mehrfach große Summen, so 1904 5.000 Mark zur Unterstützung einer Kinderbewahrungsanstalt in Eilenburg, 1906 5500 Mark für eine neue Orgel in der Kirche seines Heimatdorfs Kölsa und 1916 10.000 Mark wiederum an die Stadt Eilenburg.
Die Fabrikantenvilla von Louis Holzweissig wurde in den 1990er-Jahren durch einen Brand zerstört. Als letzter Teil des ehemaligen Anwesens wurde um 2010 der Gartenpavillon abgerissen.

## Ehrungen
- Ernennung zum (königlich preußischen) Kommerzienrat
- Verleihung der Ehrenbürgerwürde der Stadt Eilenburg
- 2002: Benennung einer Straße auf dem ehemaligen Fabrikgelände des Eilenburger Chemiewerks (mit Änderung des Bebauungsplans und der damit verbundenen Änderung des Verlaufs der Erschließungsstraßen 2006 aufgehoben)[10]